# Jamall Dickens
Jamall Dennifer Dickens Welch (28 de mayo de 2002) es un futbolista panameño que juega como defensa en el Club Deportivo Árabe Unido de la Primera División de Panamá.

## Trayectoria

### Tauro FC
Se formó en la cantera del Tauro FC y debutó con el segundo equipo en la Liga Prom. Jugó el Torneo Apertura 2021 Liga Prom en donde quedaron en la tercera posición de la zona sur de la conferencia este quedándose a un paso de clasificarse a las semifinales de la conferencia. Jugó el Torneo Clausura 2021 Liga Prom en donde quedaron en la quinta posición de la zona sur de la conferencia este. Jugó el Torneo Apertura 2022 Liga Prom en donde quedaron en la tercera posición de la zona sur de la conferencia este quedándose a un paso de clasificarse a las semifinales de la conferencia. Salió campeón con el club del Torneo Clausura 2021 en donde le ganaron la final 3 a 0 contra el Herrera FC en el Estadio Rommel Fernández en donde no estuvo convocado, en dicho torneo estuvo como suplente en 3 partidos. Su debut profesional en la Primera División de Panamá fue el 2 de abril de 2022 en la victoria 0 a 1 contra el CD Universitario en el Estadio Virgilio Tejeira Andrión en donde fue suplente y entró al minuto 91 por Omar Valencia. En el Torneo Apertura 2022 jugó 1 partido en donde fueron eliminados en las semifinales en un marcador global de 2 a 1 contra el Sporting SM en donde estuvo como suplente en el partido de vuelta.

### Fútbol Consultants Desamparados
El 25 de agosto de 2022 fue anunciado como nuevo jugador del Fútbol Consultants Desamparados en Costa Rica. Disputó con el club los Torneo Apertura 2022 de Segunda División de Costa Rica donde jugó 9 partidos y anotó 1 gol en donde fueron eliminados en los cuartos de final en un marcador global de 5 a 0 contra el Municipal Liberia. El Torneo Clausura 2023 de Segunda División de Costa Rica donde jugó 8 partidos y anotó 1 gol en donde quedaron en la novena posición del grupo B de la Fase de clasificación.

### FK Bregalnica Štip
Fue anunciado como nuevo jugador del FK Bregalnica Štip en 26 de junio de 2023. No pudo debutar con el club por problema contractuales.

### CD Bocas FC
El 16 de agosto de 2023 fue anunciado como nuevo jugador del CD Bocas FC. Jugó el Torneo Clausura 2023 Liga Prom en donde fueron eliminados en las semifinales de la conferencia oeste en donde perdieron 3 a 2 en las tandas de penales en donde quedó un marcador global de 4 a 4 contra el San Francisco FC II. Jugó el Torneo Apertura 2024 Liga Prom en donde nuevamente eliminados en las semifinales de la conferencia oeste esta vez perdieron 5 a 6 en las tandas de los penales en donde quedó en un marcador global de 3 a 3 contra el Academia Costa del Este .

### CD Árabe Unido
El 11 de julio de 2024 fue anunciado como nuevo jugador del CD Árabe Unido.

## Clubes
| Club                            | País                | Año         |
| ------------------------------- | ------------------- | ----------- |
| Tauro FC                        | Panamá              | 2020 - 2022 |
| Fútbol Consultants Desamparados | Costa Rica          | 2022 - 2023 |
| FK Bregalnica Štip              | Macedonia del Norte | 2023        |
| CD Bocas FC                     | Panamá              | 2023 - 2024 |
| CD Árabe Unido                  | Panamá              | 2024 - act. |

## Palmarés

### Títulos nacionales
| Título           | Club     | País   | Año    |
| ---------------- | -------- | ------ | ------ |
| Primera División | Tauro FC | Panamá | 2021-C |